# Pizarra (kommunhuvudort)
Pizarra är en kommunhuvudort i Spanien.   Den ligger i provinsen Provincia de Málaga och regionen Andalusien, i den södra delen av landet, 400 km söder om huvudstaden Madrid. Pizarra ligger 78 meter över havet och antalet invånare är 7 345.
Terrängen runt Pizarra är kuperad åt nordost, men åt sydväst är den platt. Runt Pizarra är det ganska tätbefolkat, med 134 invånare per kvadratkilometer. Närmaste större samhälle är Mijas, 19,9 km söder om Pizarra. Trakten runt Pizarra består till största delen av jordbruksmark.